# ヴェルナー4世 (ヴォルムスガウ伯)
ヴェルナー4世（Werner IV., 815年ごろ - 891年ごろ）またはヴァラホー4世（Walaho IV.）は、ヴォルムスガウ伯（在位：840年以降 - 891年ごろ）。後のドイツ王家であるザーリアー家の祖である。
840年、ロベール豪胆公はヴェルナーにヴォルムスガウ伯領を与え、シャルル2世の宮廷に赴いた。
850年ごろ、ヴェルナー4世はヴォルムスガウ伯ロベール3世の娘でロベール豪胆公の姉妹にあたるオーダと結婚した。2人の間には2子が生まれた。
- ヴィルトルーデ（850年頃 - 933年） - 下ラーンガウ伯およびオルテナウ伯エーバーハルト（コンラディン家）と結婚
- ヴェルナー5世（859年 - 935年）[2] - ヴォルムスガウ伯